# La Petite-Verrière
La Petite-Verrière è un comune francese di 52 abitanti situato nel dipartimento della Saona e Loira nella regione della Borgogna-Franca Contea.

## Società

### Evoluzione demografica
Abitanti censiti